# Hermandad de "La Borriquita" (Estepa)
La Hermandad de "La Borriquita" es una cofradía de Semana Santa establecida en la ciudad de Estepa, fundada en 1954 en la Parroquia de San Sebastián desde donde realiza estación de penitencia cada Domingo de Ramos. El nombre completo es Hermandad de Nuestro Padre Jesús en su Entrada Triunfal en Jerusalén y María Santísima de la Victoria pero es más conocida como La Borriquita.

## Historia
Esta Hermandad fue fundada en 1954 por el Rvdo. Don Manuel de Lassaletta y Muñoz Seca y por Don Antonio Caballero García, quienes acogieron la buena idea de crear una cofradía para niños. 
Acontecimiento importante fue el de la inscripción de la Hermandad en el registro de Hermandad y Cofradías del Arzobispado de Sevilla, a pesar de no tener reglas aprobadas y ni siquiera redactadas.
A principios de los años setenta, otro grupo de jóvenes se hacen cargo de la Hermandad formando una nueva junta de Gobierno. Durante ese periodo el proyecto más relevante que se llevó a cabo fue la  adquisición del antiguo paso de misterio que había pertenecido a la Hermandad de "El Dulce Nombre", de estilo neobarroco, tallado todo en madera oscura.
En 1986 se hace necesario la adquisición de unas nuevas andas, debido al mal estado en que se hallaban las adquiridas en 1975. Y el día 19 de marzo de 1989 es cuando dichas andas procesionan por primera vez por las calles de la ciudad.
Durante el transcurso de 1991 acontece un hecho de capital importancia en la vida de cualquier Hermandad, y no es sino la aprobación el 4 de diciembre de ese mismo año por parte del vicario general del Arzobispado de Sevilla de las primeras reglas. Es en este momento cuando al título de esta Hermandad queda incorporado el de María Santísima de la Victoria, así como el actual escudo.
Después de un largo año de obras, en el transcurso de la celebración de los Cultos de ese mismo año, es bendecida la Casa de Hermandad, sede donde la Cofradía celebra por fin sus cabildos y custodia todos sus enseres.

## Túnicas de los nazarenos
Hábito y antifaz blancos con el escudo bordado sobre el mismo y cíngulo y botones de color celeste, zapatos negros y calcetines blancos. Portan una palmera y los cetros e insignias de la Hermandad.
En la actualidad cuenta la cofradía con 500 hermanos, de los cuales 250 hacen estación de penitencia.

## Escudo
Está formado por la Cruz de Santiago en gules y flanqueada por dos óvalos acolados, el diestro muestra sobre el fondo celeste el anagrama de María en oro y el izquierdo está dividido en dos por una barra en oro que muestra en su parte inferior unas bandas paralelas en gules y otro, mientras que en la parte superior, sobre fondo en plata aparecen tres cruces de Santiago en oro. Se rodea el conjunto por dos ramas de palma cruzadas en punta.